# Promontoire Murchison
Le promontoire Murchison 

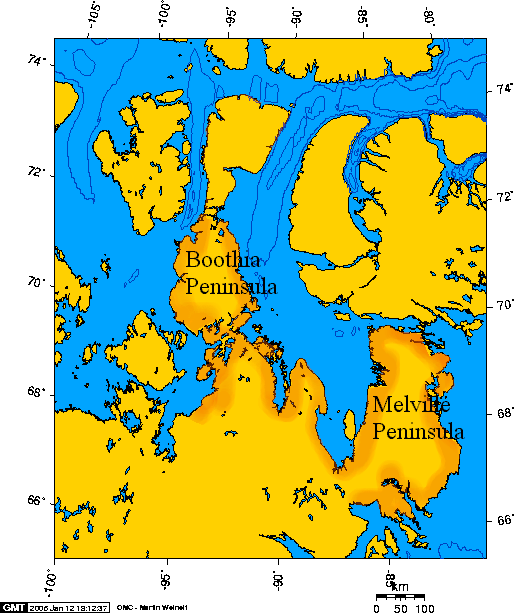
Promontoire Murchison au nord de la Péninsule Boothia.

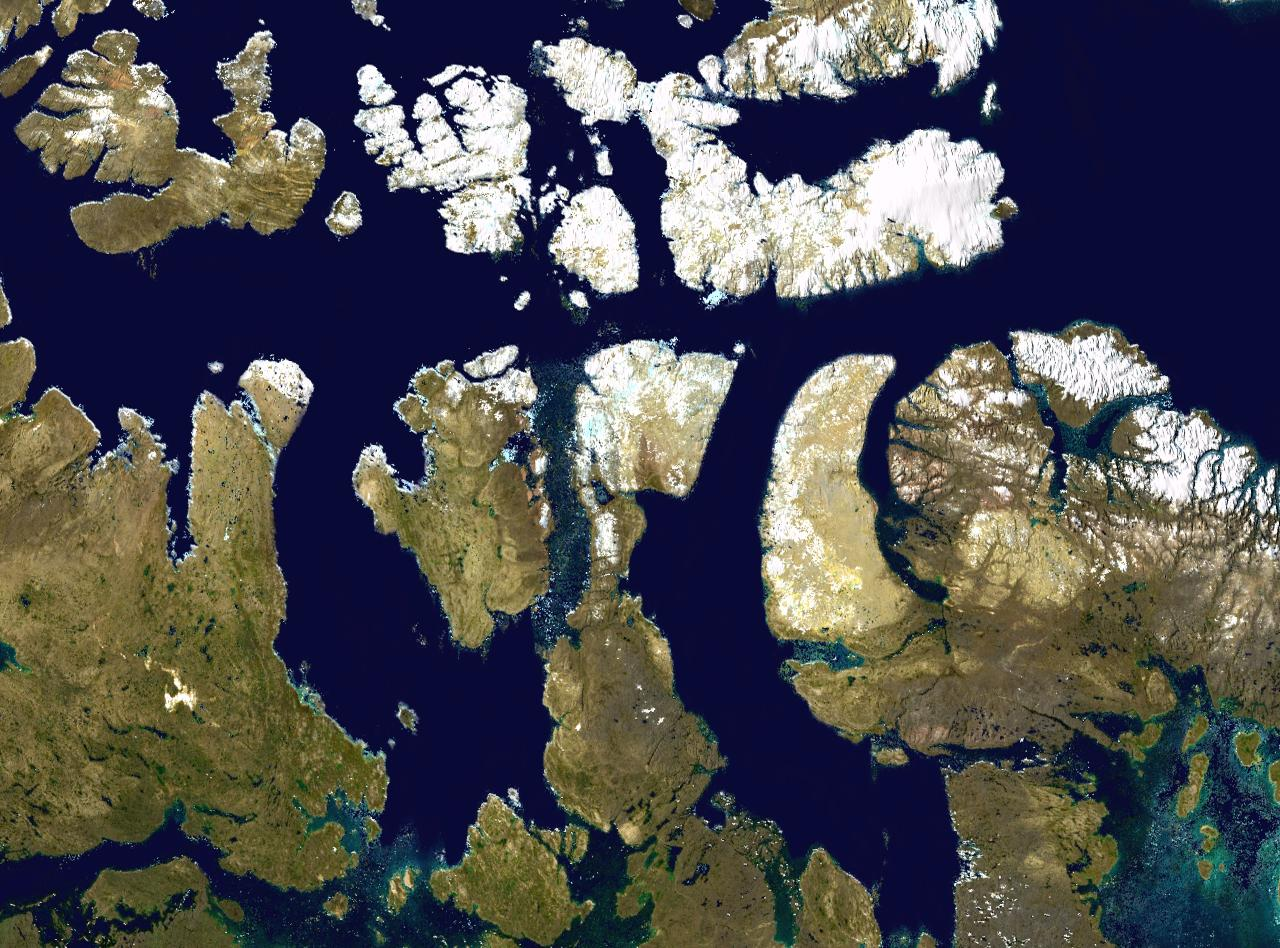
Carte satellite, Promontoire Murchison au sud de l'île de Somerset.

est la péninsule la plus septentrionale du Canada continental et du continent nord-américain,. C’est ainsi l'un des points extrêmes de la Terre : sa distance au pôle Nord, mesurée depuis Zenith Point, est de 2 010 kilomètres, c'est-à-dire 68 kilomètres de moins que celle comptée depuis la pointe Barrow.

## Géographie
Le promontoire Murchison se trouve au Nunavut, sur la côte nord de la péninsule de Boothia dans le Grand Nord canadien, et la côte sud du détroit de Bellot, bras de mer du passage du Nord-Ouest long de 48 km sur 3 km de large et séparant Murchison de l'île Somerset (Canada), à environ 250 km au nord du hameau de Taloyoak. La pointe extrême du promontoire est Zenith Point dont les coordonnées géographiques sont 72° 00′ 05,5″ N, 94° 39′ 02″ O.
Le promontoire Murchison dépend administrativement de la région de Kitikmeot (Qitirmiut).

## Histoire
La région fut explorée pour la première fois en avril 1852 par le capitaine canadien William Kennedy et l’explorateur français Joseph René Bellot à la recherche de l'expédition Franklin perdue,. Le détroit a pris dès ce moment le nom de Bellot.
L’Irlandais d’origine Francis Leopold McClintock, lui aussi à la recherche de vestiges de l’expédition Franklin, hiverna dans les parages en 1858–59 avec son navire le Fox.
En 1937, l’Écossais E. J. « Scotty » Gall, le premier à franchir le détroit Bellot d’ouest en est pour le compte de la Compagnie de la Baie d'Hudson, doubla par la même occasion ce cap à bord de l’Aklavik .